# Lijst van presidenten van Frankrijk
Hieronder volgt een lijst van alle Franse presidenten van 1848 tot vandaag.

## Presidenten van Frankrijk (1848-heden)

### Tweede Republiek(1848-1852)
| Nr. | President | President                            | Ambtstermijn     | Ambtstermijn    | Partij |
| --- | --------- | ------------------------------------ | ---------------- | --------------- | ------ |
| 1   |           | Louis-Napoléon Bonaparte (1808-1873) | 20 december 1848 | 2 december 1852 |        |

### Derde Republiek(1870-1940)
| Nr. | President | President                        | Ambtstermijn      | Ambtstermijn      | Partij             |
| --- | --------- | -------------------------------- | ----------------- | ----------------- | ------------------ |
| 2   |           | Adolphe Thiers (1797-1877)       | 31 augustus 1871  | 24 mei 1873       | Républicain        |
| 3   |           | Patrice de Mac Mahon (1808-1893) | 24 mei 1873       | 30 januari 1879   | Monarchiste        |
| 4   |           | Jules Grévy (1807-1891)          | 30 januari 1879   | 2 december 1887   | Républicain        |
| 5   |           | Sadi Carnot (1837-1894)          | 3 december 1887   | 25 juni 1894      | Gauche républicain |
| 6   |           | Jean Casimir-Perier (1847-1907)  | 27 juni 1894      | 16 januari 1895   | Gauche             |
| 7   |           | Félix Faure (1841-1899)          | 17 januari 1895   | 16 februari 1899  | Républicain        |
| 8   |           | Émile Loubet (1838-1929)         | 18 februari 1899  | 18 februari 1906  | Gauche             |
| 9   |           | Armand Fallières (1841-1931)     | 18 februari 1906  | 18 februari 1913  | Gauche             |
| 10  |           | Raymond Poincaré (1860-1934)     | 18 februari 1913  | 18 februari 1920  | PRD                |
| 11  |           | Paul Deschanel (1855-1922)       | 18 februari 1920  | 21 september 1920 | Droite             |
| 12  |           | Alexandre Millerand (1859-1943)  | 23 september 1920 | 11 juni 1924      | Droite             |
| 13  |           | Gaston Doumergue (1863-1937)     | 13 juni 1924      | 13 juni 1931      | Radical            |
| 14  |           | Paul Doumer (1857-1932)          | 13 juni 1931      | 7 mei 1932        | Radical            |
| 15  |           | Albert Lebrun (1871-1950)        | 10 mei 1932       | 11 juli 1940      | AD                 |

### Vierde Republiek(1947-1959)
| Nr. | President van de Franse Republiek Président de la République française | President van de Franse Republiek Président de la République française | President van de Franse Republiek Président de la République française | Ambtstermijn    | Ambtstermijn    | Partij(en) | Verkiezing(en) | Premier(s) |
| --- | ---------------------------------------------------------------------- | ---------------------------------------------------------------------- | ---------------------------------------------------------------------- | --------------- | --------------- | ---------- | -------------- | --- |
| 16  |                                                                        | Vincent Auriol                                                         | Vincent Auriol (1884–1966)                                             | 16 januari 1947 | 16 januari 1954 | SFIO       | 1947           | Léon Blum (1947) Paul Ramadier (1947) Robert Schuman (1947–1948) André Marie (1948) Robert Schuman (1948) Henri Queuille (1948–1949) Georges Bidault (1949–1950) Henri Queuille (1950) René Pleven (1950–1951) Henri Queuille (1951) René Pleven (1951–1952) Edgar Faure (1952) Antoine Pinay (1952–1953) René Mayer (1953) Joseph Laniel (1953–1954) |
| 17  |                                                                        | René Coty                                                              | René Coty (1882–1962)                                                  | 16 januari 1954 | 8 januari 1959  | CNIP       | 1953           | Joseph Laniel (1953–1954) Pierre Mendès France (1954–1955) Edgar Faure (1955–1956) Guy Mollet (1956–1957) Maurice Bourgès- Maunoury (1957) Félix Gaillard (1957–1958) Pierre Pflimlin (1958) Charles de Gaulle (1958–1959) |

### Vijfde Republiek(1959-heden)
| Nr.   | President van de Franse Republiek Président de la République française | President van de Franse Republiek Président de la République française | President van de Franse Republiek Président de la République française | Ambtstermijn   | Ambtstermijn  | Partij(en)     | Verkiezing(en)                  | Premier(s)                                                                            |
| ----- | ---------------------------------------------------------------------- | ---------------------------------------------------------------------- | ---------------------------------------------------------------------- | -------------- | ------------- | -------------- | ------------------------------- | ------------------------------------------------------------------------------------- |
| 18    |                                                                        | Charles de Gaulle                                                      | Charles de Gaulle (1890–1970)                                          | 8 januari 1959 | 28 april 1969 | UNR (1959–67)  | 1958                            | Michel Debré (1959–62) Georges Pompidou (1962–68) Maurice Couve de Murville (1968–69) |
| 18    | 1965                                                                   | Charles de Gaulle                                                      | Charles de Gaulle (1890–1970)                                          | 8 januari 1959 | 28 april 1969 | UNR (1959–67)  |                                 | Michel Debré (1959–62) Georges Pompidou (1962–68) Maurice Couve de Murville (1968–69) |
| 18    | UDR (1967–69)                                                          | Charles de Gaulle                                                      | Charles de Gaulle (1890–1970)                                          | 8 januari 1959 | 28 april 1969 |                |                                 | Michel Debré (1959–62) Georges Pompidou (1962–68) Maurice Couve de Murville (1968–69) |
| [ 2 ] |                                                                        | Alain Poher                                                            | Alain Poher (1909–1996)                                                | 28 april 1969  | 20 juni 1969  | CD             |                                 | Maurice Couve de Murville                                                             |
| 19    |                                                                        | Georges Pompidou                                                       | Georges Pompidou (1911–1974)                                           | 20 juni 1969   | 2 april 1974  | UDR            | 1969                            | Jacques Chaban- Delmas (1969–72)                                                      |
| 19    | Pierre Messmer (1972–74)                                               | Georges Pompidou                                                       | Georges Pompidou (1911–1974)                                           | 20 juni 1969   | 2 april 1974  | UDR            | 1969                            |                                                                                       |
| [ 4 ] |                                                                        | Alain Poher                                                            | Alain Poher (1909–1996)                                                | 2 april 1974   | 27 mei 1974   | CD             | 1969                            |                                                                                       |
| 20    |                                                                        | Valéry Giscard d'Estaing                                               | Valéry Giscard d'Estaing (1926–2020)                                   | 27 mei 1974    | 21 mei 1981   | RI (1974–77)   | 1974                            | Jacques Chirac (1974–76)                                                              |
| 20    | Raymond Barre (1976–81)                                                | Valéry Giscard d'Estaing                                               | Valéry Giscard d'Estaing (1926–2020)                                   | 27 mei 1974    | 21 mei 1981   | RI (1974–77)   | 1974                            |                                                                                       |
| 20    | PR (1977–78)                                                           | Valéry Giscard d'Estaing                                               | Valéry Giscard d'Estaing (1926–2020)                                   | 27 mei 1974    | 21 mei 1981   |                | 1974                            |                                                                                       |
| 20    | UDF (1978–81)                                                          | Valéry Giscard d'Estaing                                               | Valéry Giscard d'Estaing (1926–2020)                                   | 27 mei 1974    | 21 mei 1981   |                | 1974                            |                                                                                       |
| 21    |                                                                        | François Mitterrand                                                    | François Mitterrand (1916–1996)                                        | 21 mei 1981    | 17 mei 1995   | PS             | 1981                            | Pierre Mauroy (1981–84)                                                               |
| 21    | Laurent Fabius (1984–86)                                               | François Mitterrand                                                    | François Mitterrand (1916–1996)                                        | 21 mei 1981    | 17 mei 1995   | PS             | 1981                            |                                                                                       |
| 21    | Jacques Chirac (1986–88)                                               | François Mitterrand                                                    | François Mitterrand (1916–1996)                                        | 21 mei 1981    | 17 mei 1995   | PS             | 1981                            |                                                                                       |
| 21    | 1988                                                                   | François Mitterrand                                                    | François Mitterrand (1916–1996)                                        | 21 mei 1981    | 17 mei 1995   | PS             | Michel Rocard (1988–91)         |                                                                                       |
| 21    | 1988                                                                   | François Mitterrand                                                    | François Mitterrand (1916–1996)                                        | 21 mei 1981    | 17 mei 1995   | PS             | Édith Cresson (1991–92)         |                                                                                       |
| 21    | 1988                                                                   | François Mitterrand                                                    | François Mitterrand (1916–1996)                                        | 21 mei 1981    | 17 mei 1995   | PS             | Pierre Bérégovoy (1992–93)      |                                                                                       |
| 21    | 1988                                                                   | François Mitterrand                                                    | François Mitterrand (1916–1996)                                        | 21 mei 1981    | 17 mei 1995   | PS             | Édouard Balladur (1993–95)      |                                                                                       |
| 22    |                                                                        | Jacques Chirac                                                         | Jacques Chirac (1932–2019)                                             | 17 mei 1995    | 16 mei 2007   | RPR (1995–02)  | 1995                            | Alain Juppé (1995–97)                                                                 |
| 22    | Lionel Jospin (1997–02)                                                | Jacques Chirac                                                         | Jacques Chirac (1932–2019)                                             | 17 mei 1995    | 16 mei 2007   | RPR (1995–02)  | 1995                            |                                                                                       |
| 22    | UMP (2002–07)                                                          | Jacques Chirac                                                         | Jacques Chirac (1932–2019)                                             | 17 mei 1995    | 16 mei 2007   | 2002           | Jean-Pierre Raffarin (2002–05)  |                                                                                       |
| 22    | UMP (2002–07)                                                          | Jacques Chirac                                                         | Jacques Chirac (1932–2019)                                             | 17 mei 1995    | 16 mei 2007   | 2002           | Dominique de Villepin (2005–07) |                                                                                       |
| 23    |                                                                        | Nicolas Sarközy                                                        | Nicolas Sarkozy (1955)                                                 | 16 mei 2007    | 15 mei 2012   | UMP            | 2007                            | François Fillon                                                                       |
| 24    |                                                                        | François Hollande                                                      | François Hollande (1954)                                               | 15 mei 2012    | 14 mei 2017   | PS             | 2012                            | Jean-Marc Ayrault (2012–14)                                                           |
| 24    | Manuel Valls (2014–16)                                                 | François Hollande                                                      | François Hollande (1954)                                               | 15 mei 2012    | 14 mei 2017   | PS             | 2012                            |                                                                                       |
| 24    | Bernard Cazeneuve (2016–17)                                            | François Hollande                                                      | François Hollande (1954)                                               | 15 mei 2012    | 14 mei 2017   | PS             | 2012                            |                                                                                       |
| 25    |                                                                        | Emmanuel Macron                                                        | Emmanuel Macron (1977)                                                 | 14 mei 2017    | heden         | LREM (2017–22) | 2017                            | Édouard Philippe (2017–20)                                                            |
| 25    | Jean Castex (2020–2022)                                                | Emmanuel Macron                                                        | Emmanuel Macron (1977)                                                 | 14 mei 2017    | heden         | LREM (2017–22) | 2017                            |                                                                                       |
| 25    | Renaissance (2022–)                                                    | Emmanuel Macron                                                        | Emmanuel Macron (1977)                                                 | 14 mei 2017    | heden         | 2022           | Élisabeth Borne (2022–24)       |                                                                                       |
| 25    | Renaissance (2022–)                                                    | Emmanuel Macron                                                        | Emmanuel Macron (1977)                                                 | 14 mei 2017    | heden         | 2022           | Gabriel Attal (2024)            |                                                                                       |
| 25    | Renaissance (2022–)                                                    | Emmanuel Macron                                                        | Emmanuel Macron (1977)                                                 | 14 mei 2017    | heden         | 2022           | Michel Barnier (2024)           |                                                                                       |
| 25    | Renaissance (2022–)                                                    | Emmanuel Macron                                                        | Emmanuel Macron (1977)                                                 | 14 mei 2017    | heden         | 2022           | François Bayrou (2024–heden)    |                                                                                       |